# Maria Ernestina di Schwarzenberg
Maria Ernestina II di Schwarzenberg, VII duchessa da facto di Krumlov (Bruxelles, 1649 – Vienna, 3 aprile 1719), fu duchessa de facto di Krumlov dal 1717 alla sua morte.
Moglie del principe Giovanni Cristiano I di Eggenberg, sopravvisse alla morte di suo figlio Giovanni Antonio II e di suo nipote Giovanni Cristiano II, dal quale ereditò de facto il titolo di duchessa di Krumlov, cittadina il cui castello aveva ricevuto in utilizzo sino alla propria morte a titolo gratuito dopo la morte del marito. Alla propria morte, avendo nominato suo erede universale il nipote Adamo Francesco Carlo di Schwarzenberg dopo l'estinzione della casata degli Eggenberg, trasmise a quest'ultimo il titolo di duca di Krumlov.

## Biografia
Nata a Bruxelles nel 1649, Maria Ernestina era la prima figlia del nobile e diplomatico Giovanni Adolfo I di Schwarzenberg, I principe di Schwarzenberg, e di sua moglie, la contessa Marie Justine di Starhemberg. Il padre al momento della sua nascita viveva nei Paesi Bassi spagnoli come membro fidato della corte del governatore dell'epoca, l'arciduca Leopoldo Guglielmo d'Asburgo, del quale era consigliere e confidente personale. Dopo la morte dell'arciduca, nel 1653 la famiglia decise di trasferirsi nuovamente in Boemia e nel 1660 Giovanni Adolfo ottenne anche il feudo di Třeboň, insediandovi la famiglia per i successivi 400 anni.
Maria Ernestina era una donna molto colta per l'epoca, essendo in grado di parlare fluentemente ben cinque lingue e per il suo fervido ingegno venne definita dai contemporanei la "seconda Pallade Atena". Tra le altre cose, tradusse 14 opere di Seneca dal francese al tedesco.
Venne fatta fidanzare col principe Giovanni Cristiano I di Eggenberg il quale rimaneva molto ricco per l'epoca per quanto, all'improvvisa morte di suo padre senza un testamento, era stato costretto a dividere i propri possedimenti col fratello Giovanni Sigifredo, dividendo così la casata temporaneamente in due rami, uno in Boemia ed uno in Stiria (Austria). Il mediatore di questo scontro famigliare era stato prescelto dall'imperatore proprio nella persona del padre di Maria Ernestina, Giovanni Adolfo I, il quale cercando ad ogni modo di concludere anche per la propria famiglia un accordo positivo fece di tutto per far sposare i due ragazzi.
Il matrimonio venne celebrato a Vienna il 21 febbraio 1666, da dove poi Maria Ernestina partì al seguito del marito alla volta di Český Krumlov. Animati da un comune amore per l'arte, i due iniziarono un restauro completo del castello di Krumlov in stile barocco, facendovi rimaneggiare completamente il giardino in stile francese e fondandovi un celebre teatro di corte. I due coniugi espansero notevolmente anche le collezioni artistiche e la biblioteca del castello.
Anche se questo matrimonio fu felice e durò più di 40 anni, la coppia non ebbe figli ed alla morte di Giovanni Cristiano I nel 1710 tutti i titoli ed i possedimenti della casata passarono al fratello minore di questi, Giovanni Sigifredo che riunì così tutte le proprietà. Maria Ernestina ottenne dal cognato il permesso di occupare in maniera permanente il castello di Krumlov a patto che dopo la sua morte esso ritornasse alla casata degli Eggenberg. Maria Ernestina però riuscì a sopravvivere alla morte del cognato, del nipote Giovanni Antonio II e del pronipote Giovanni Cristiano II che, morto nel 1717, fu l'ultimo rappresentante maschile della casata degli Eggenberg. Dopo la morte di quest'ultimo l'eredità di Giovanni Cristiano venne smembrata tra le sorelle di suo padre ancora viventi, mentre il possedimento del ducato di Krumlov de facto venne amministrato da Maria Ernestina. Conscia di non poter restituire il ducato alla famiglia del marito dal momento che questa si era ormai estinta, fece testamento e decise di lasciare tutti i suoi beni e titoli al nipote Adamo Francesco Carlo di Schwarzenberg.
Morì a Vienna nel 1719 e come previsto, non avendo lasciato altri eredi, tutti i suoi beni passarono a suo nipote.

## Matrimonio e figli

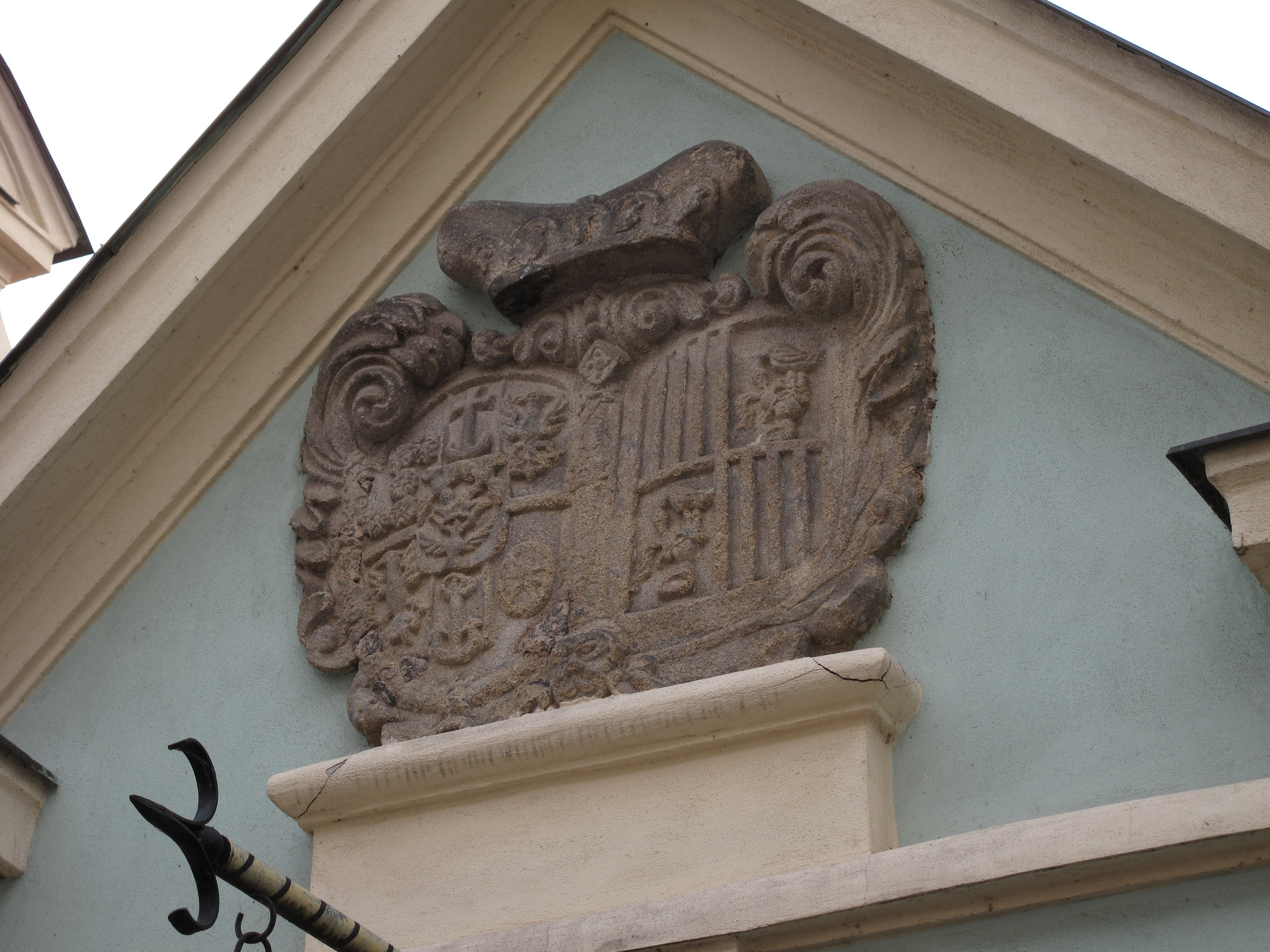
Gli stemmi accoppiati di Maria Ernestina e di Giovanni Cristiano I sulla facciata del castello di Český Krumlov.

A Graz il 21 febbraio 1666 la principessa Maria Ernestina di Schwarzenberg sposò il principe Giovanni Cristiano I (1641-1710), figlio del principe Giovanni Antonio I di Eggenberg e di sua moglie, la margravia Anna Maria di Brandeburgo-Bayreuth. La coppia ebbe insieme:
- Leopoldo Giovanni Giuseppe Domenico (nato e morto poco dopo)

La coppia non ebbe altri eredi insieme e per questo alla morte di Giovanni Cristiano I le sue proprietà tornarono al fratello minore Giovanni Sigifrido.

## Albero genealogico
|                                                                 |                                                 |                                             | Genitori                                             |  |  | Nonni |  |  | Bisnonni                                          |  |  | Trisnonni                                                 |  |
|                                                                 |                                                 |                                             |                                                      |  |  |       |  |  | Adolfo di Schwarzenberg, I conte di Schwarzenberg |  |  | Guglielmo II di Schwarzenberg, VI barone di Schwarzenberg |  |
|                                                                 |                                                 |                                             |                                                      |  |  |       |  |  | Adolfo di Schwarzenberg, I conte di Schwarzenberg |  |  | Guglielmo II di Schwarzenberg, VI barone di Schwarzenberg |  |
|                                                                 |                                                 | Anna von der Harff-Alsdorf                  |                                                      |  |  |       |  |  | Adolfo di Schwarzenberg, I conte di Schwarzenberg |  |  |                                                           |  |
| Adamo di Schwarzenberg, II conte di Schwarzenberg               |                                                 |                                             |                                                      |  |  |       |  |  | Adolfo di Schwarzenberg, I conte di Schwarzenberg |  |  |                                                           |  |
|                                                                 |                                                 | Margareth Elisabeth Wolf von Metternich     | …                                                    |  |  |       |  |  |                                                   |  |  |                                                           |  |
|                                                                 |                                                 | Margareth Elisabeth Wolf von Metternich     | …                                                    |  |  |       |  |  |                                                   |  |  |                                                           |  |
|                                                                 |                                                 | Margareth Elisabeth Wolf von Metternich     | …                                                    |  |  |       |  |  |                                                   |  |  |                                                           |  |
| Giovanni Adolfo I di Schwarzenberg, I principe di Schwarzenberg |                                                 | Margareth Elisabeth Wolf von Metternich     |                                                      |  |  |       |  |  |                                                   |  |  |                                                           |  |
|                                                                 |                                                 | Adam von Pallant zu Larochette und Möstroff | Werner II von Pallant zu Larochette und Möstroff     |  |  |       |  |  |                                                   |  |  |                                                           |  |
|                                                                 |                                                 | Adam von Pallant zu Larochette und Möstroff | Werner II von Pallant zu Larochette und Möstroff     |  |  |       |  |  |                                                   |  |  |                                                           |  |
|                                                                 |                                                 | Adam von Pallant zu Larochette und Möstroff | …                                                    |  |  |       |  |  |                                                   |  |  |                                                           |  |
| Margaret Hartrad von Pallant zu Larochette und Möstroff         |                                                 | Adam von Pallant zu Larochette und Möstroff |                                                      |  |  |       |  |  |                                                   |  |  |                                                           |  |
|                                                                 |                                                 | Maria von Bourscheid                        | Bernard von Bourscheid                               |  |  |       |  |  |                                                   |  |  |                                                           |  |
|                                                                 |                                                 | Maria von Bourscheid                        | Bernard von Bourscheid                               |  |  |       |  |  |                                                   |  |  |                                                           |  |
|                                                                 |                                                 | Maria von Bourscheid                        | …                                                    |  |  |       |  |  |                                                   |  |  |                                                           |  |
| Maria Ernestina di Schwarzenberg                                |                                                 | Maria von Bourscheid                        |                                                      |  |  |       |  |  |                                                   |  |  |                                                           |  |
|                                                                 | Rudiger von Starhemberg, signore di Starhemberg | Erasmus von Starhemberg                     |                                                      |  |  |       |  |  |                                                   |  |  |                                                           |  |
|                                                                 | Rudiger von Starhemberg, signore di Starhemberg | Erasmus von Starhemberg                     |                                                      |  |  |       |  |  |                                                   |  |  |                                                           |  |
|                                                                 | Rudiger von Starhemberg, signore di Starhemberg | Anna von Schaunberg                         |                                                      |  |  |       |  |  |                                                   |  |  |                                                           |  |
| Ludwig von Starhemberg                                          | Rudiger von Starhemberg, signore di Starhemberg |                                             |                                                      |  |  |       |  |  |                                                   |  |  |                                                           |  |
|                                                                 |                                                 | Ilona Székely de Kövend                     | Lukács Székely de Kövend                             |  |  |       |  |  |                                                   |  |  |                                                           |  |
|                                                                 |                                                 | Ilona Székely de Kövend                     | Lukács Székely de Kövend                             |  |  |       |  |  |                                                   |  |  |                                                           |  |
|                                                                 |                                                 | Ilona Székely de Kövend                     | Katharina von Mainburg                               |  |  |       |  |  |                                                   |  |  |                                                           |  |
| Marie-Justine von Starhemberg                                   |                                                 | Ilona Székely de Kövend                     |                                                      |  |  |       |  |  |                                                   |  |  |                                                           |  |
|                                                                 |                                                 | Felician von Harberstein                    | Georg Andreas von Harberstein, barone di Harberstein |  |  |       |  |  |                                                   |  |  |                                                           |  |
|                                                                 |                                                 | Felician von Harberstein                    | Georg Andreas von Harberstein, barone di Harberstein |  |  |       |  |  |                                                   |  |  |                                                           |  |
|                                                                 |                                                 | Felician von Harberstein                    | Helena von Potschach                                 |  |  |       |  |  |                                                   |  |  |                                                           |  |
| Barbara von Herberstein                                         |                                                 | Felician von Harberstein                    |                                                      |  |  |       |  |  |                                                   |  |  |                                                           |  |
|                                                                 |                                                 | Barbara von Hofkirchen                      | …                                                    |  |  |       |  |  |                                                   |  |  |                                                           |  |
|                                                                 |                                                 | Barbara von Hofkirchen                      | …                                                    |  |  |       |  |  |                                                   |  |  |                                                           |  |
|                                                                 |                                                 | Barbara von Hofkirchen                      | …                                                    |  |  |       |  |  |                                                   |  |  |                                                           |  |
|                                                                 |                                                 | Barbara von Hofkirchen                      |                                                      |  |  |       |  |  |                                                   |  |  |                                                           |  |